# Ubar
Koordinaten: 18° 15′ 16″ N, 53° 39′ 1″ O
Als Ubar wird mit einem historisch überlieferten Namen eine antike Stadt im heutigen Oman bezeichnet, die 1992 vom britischen Abenteurer Ranulph Fiennes entdeckt wurde. Sie wurde vermutlich zwischen 300 und 500 n. Chr. in einer Phase fortschreitender Desertifikation, möglicherweise durch ein Erdbeben, zerstört. Ob der Name Ubar eine Stadt oder vielmehr einen Stamm oder eine Region bezeichnete, ist jedoch unklar.
Seit den 1930er Jahren wurde in der Region nach einer im Sand versunkenen Stadt gesucht. Der Forscher Nicholas Clapp möchte Ubar mit der „Säulenstadt“ Iram gleichsetzen, über deren Zerstörung der Koran berichtet. Claudius Ptolemäus verzeichnet auf einer Karte des 2. Jahrhunderts ungefähr in dieser Region einen Ort mit dem Namen Omanum Emporium, also einen Handels- und Zollplatz. Alternativ wird auch vermutet, dass der untergegangene Ort identisch mit dem alten Wabar ist.

## Heutige Situation
Vom antiken Ubar existieren heute noch einige Ruinen, die per allradgetriebenem Auto erreichbar sind. Allerdings sind Teile des Areals eingebrochen, da unterirdische Wasseradern das Deckgestein brüchig gemacht haben. Heute versorgen diese Wasseradern einen kleinen Ort in unmittelbarer Nähe der Ruinen, in welchem viele Fundstücke, alte Photographien der Ausgrabungen und einige Satellitenaufnahmen inklusive Ausarbeitung der angenommenen früheren Handelsrouten in einem kleinen Museum ausgestellt werden.

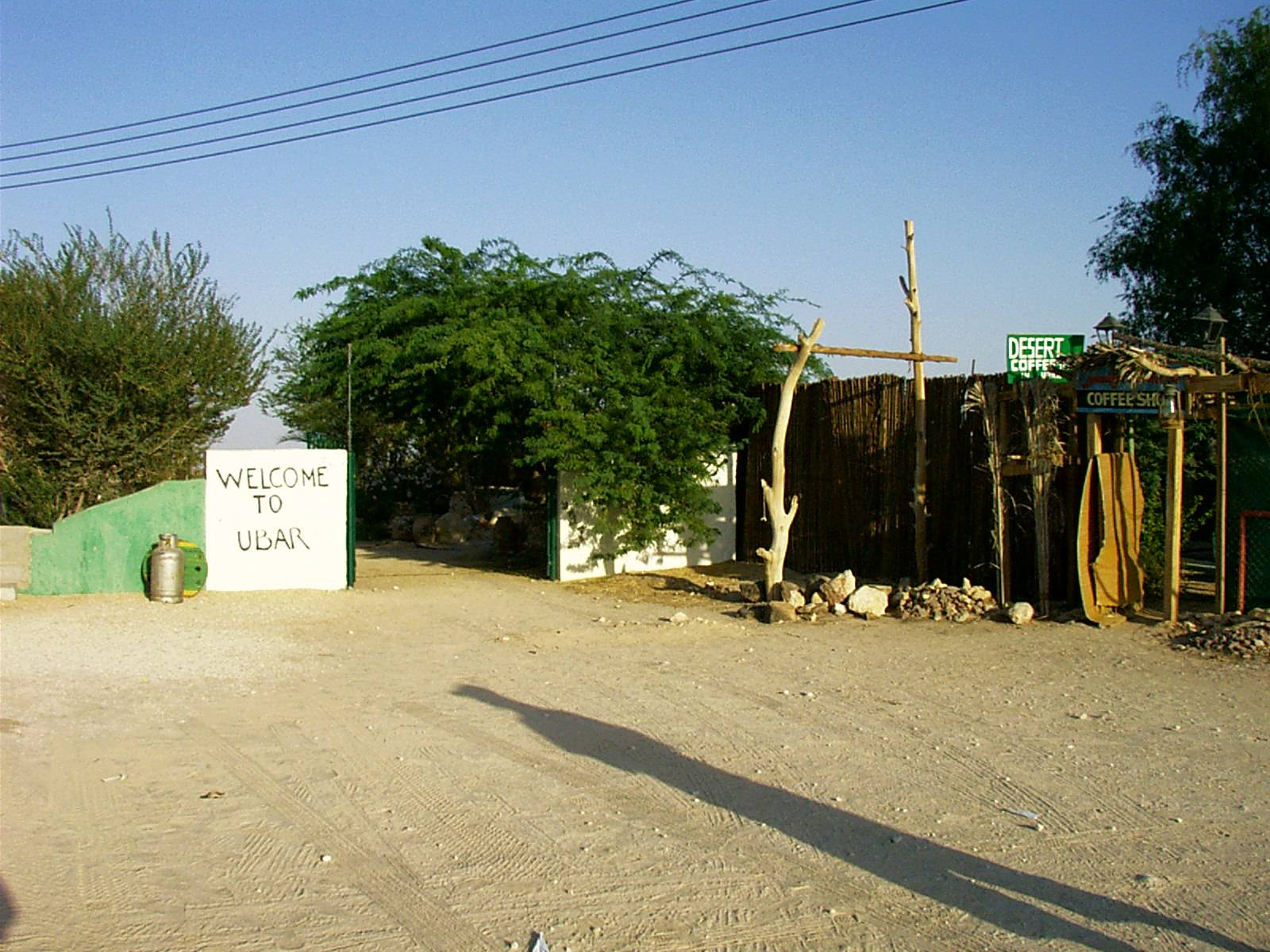
Eingang zur Ruine neben dem Museum
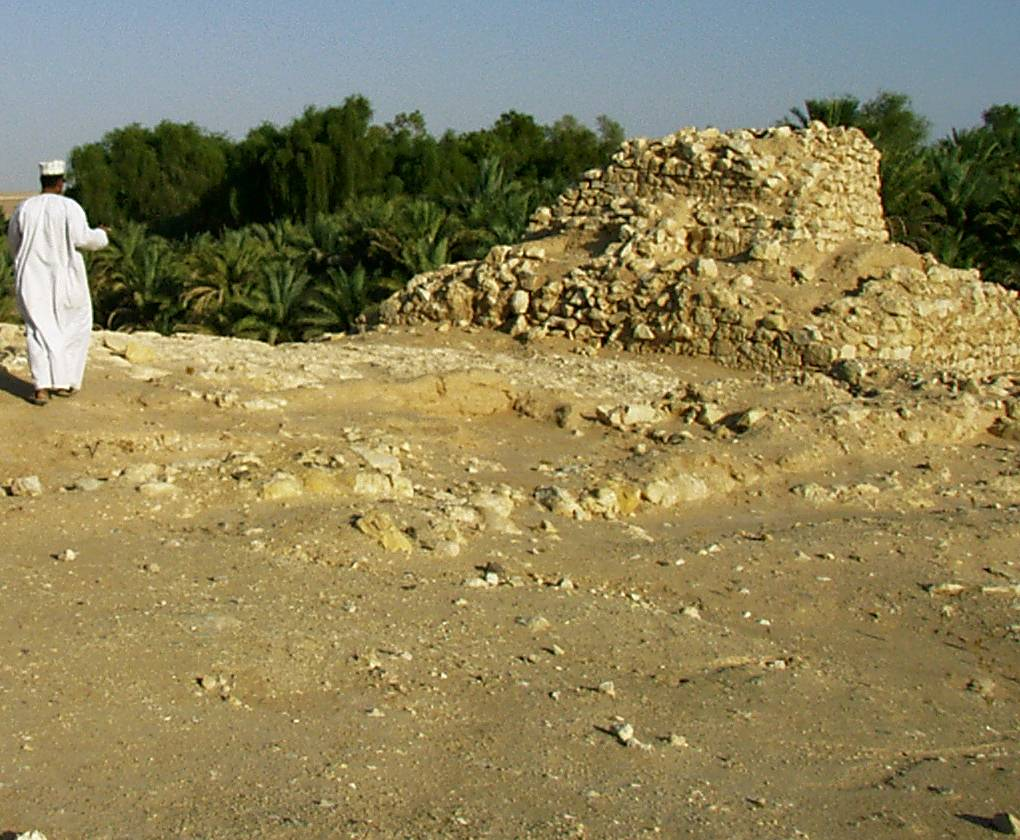
Ruinen in Ubar
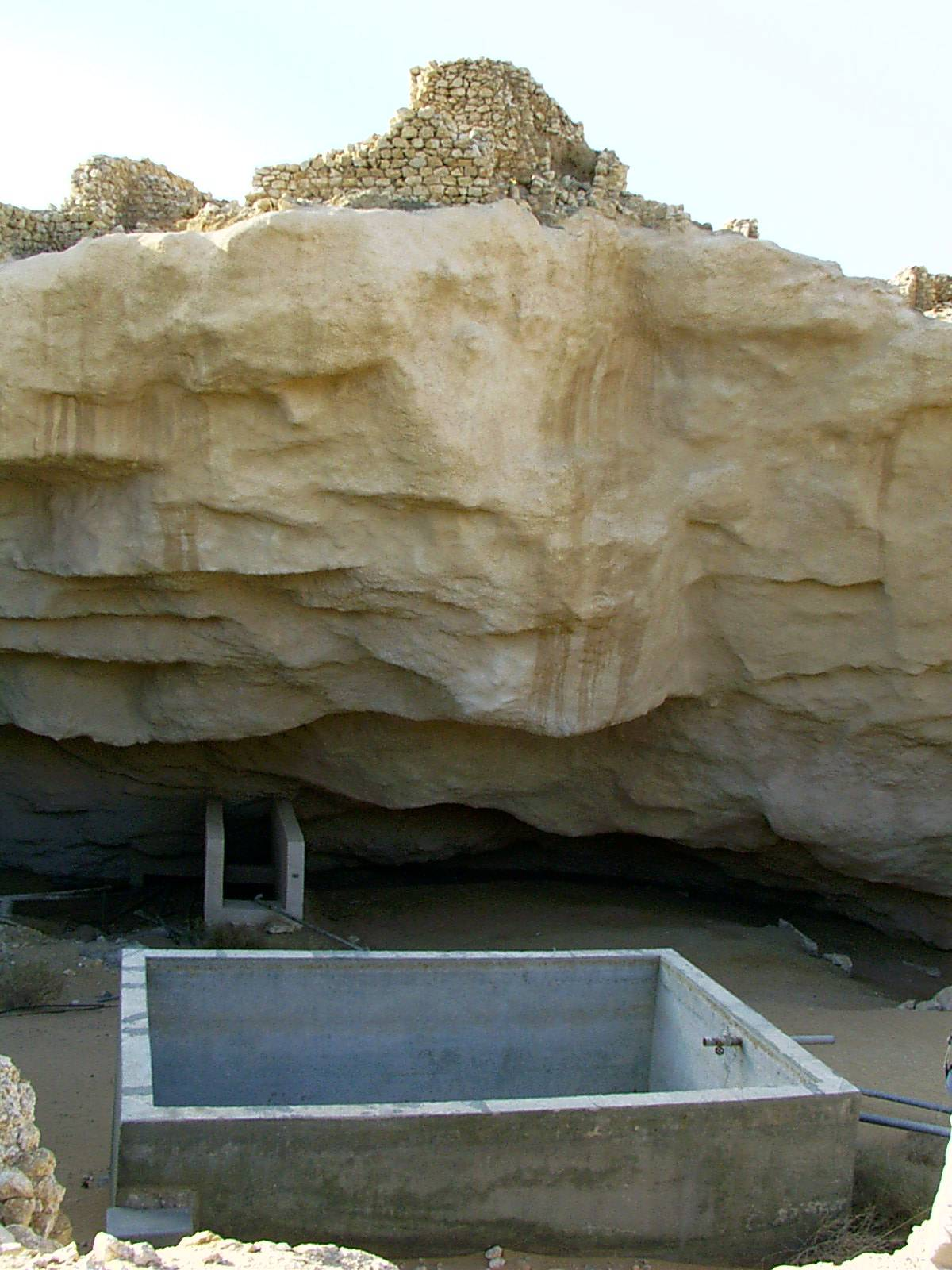
Ruinen mit moderner Wassergewinnung
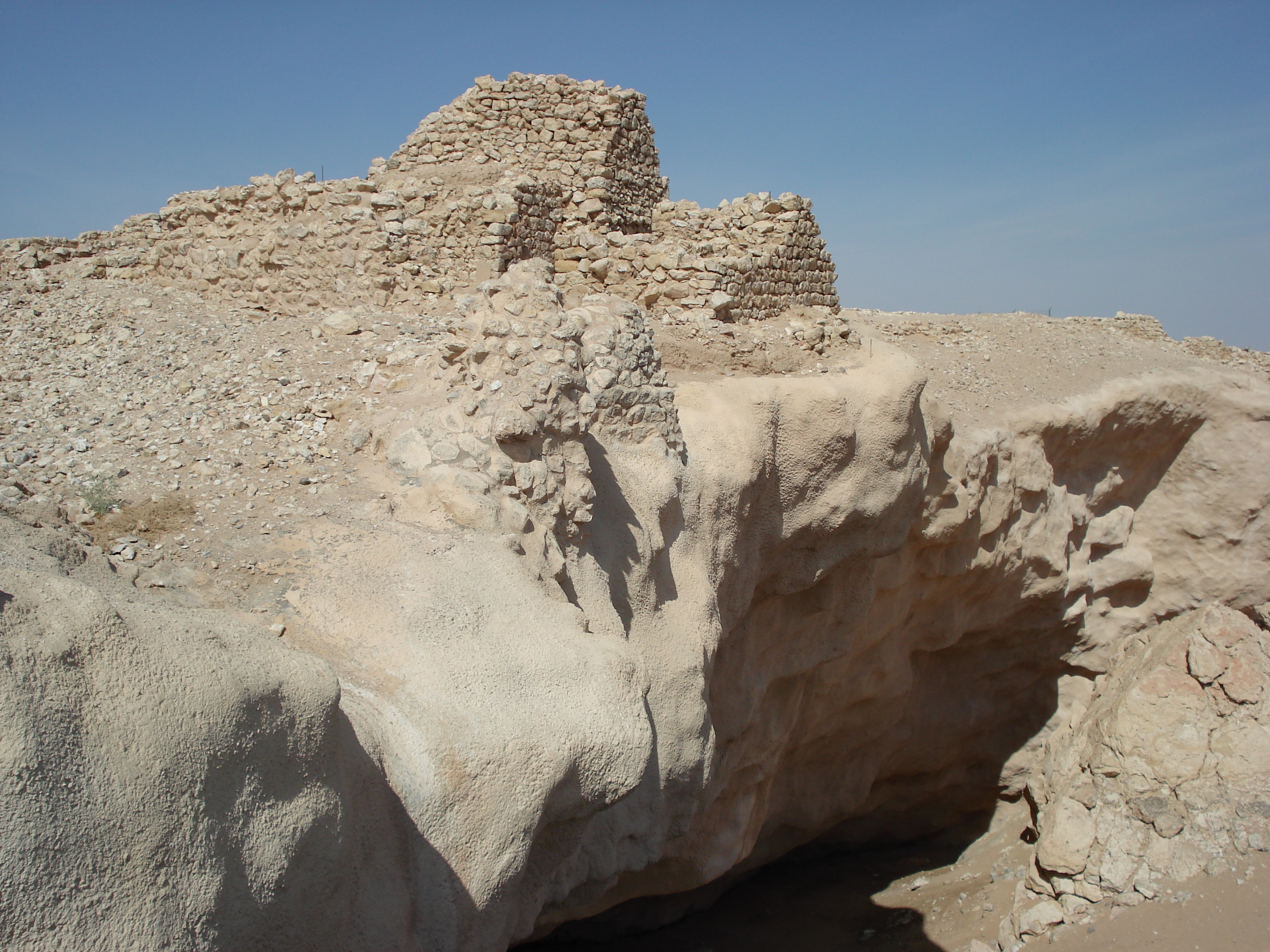
Ruinen in Ubar